# Kingsley (Staffordshire)
Kingsley – wieś w Anglii, w hrabstwie Staffordshire. Leży 26 km na północ od miasta Stafford i 211 km na północny zachód od Londynu.